# Angivaren (1935)
Angivaren (originaltitel: The Informer) är en amerikansk svartvit dramafilm från 1935 i regi av John Ford, baserad på en roman av Liam O'Flaherty.
Filmen tilldelades fyra Oscar vid Oscarsgalan 1936: Bästa manliga huvudroll, bästa regi, bästa filmmusik och bästa manus efter förlaga. National Board of Review gav den pris för bästa film.

## Handling
Det är 1922 i Dublin på Irland, i efterspelet av irländska inbördeskriget. Gypo Nolan (Victor McLaglen) har tillhört en irländsk rebellorganisation. Nu är han arbetslös och svälter och hans flickvän Katie (Margot Grahame) har drivits till prostitution. För en belöning på 20 pund anger han en rebell för de brittiska myndigheterna.

## Rollista i urval
- Victor McLaglen - Gypo Nolan
- Heather Angel - Mary McPhillip
- Preston Foster - Dan Gallagher
- Margot Grahame - Katie Madden
- Wallace Ford - ie McPhillip
- Una O'Connor - Mrs. McPhillip
- J.M. Kerrigan - Terry
- Donald Meek - Peter Mulligan